# NGC 4541
NGC 4541 is een balkspiraalstelsel in het sterrenbeeld Maagd. Het hemelobject werd op 1 januari 1786 ontdekt door de Duits-Britse astronoom William Herschel.

## Synoniemen
- UGC 7749
- MCG 0-32-24
- ZWG 14.71
- IRAS12326+0003
- PGC 41911